# Minois dryas
La ocelos azules (Minois dryas) es un lepidóptero diurno perteneciente a la familia de las Nymphalidae, subfamilia de las Satyrinae y al género Minois.

## Denominación
Fue nombrado Minois dryas por Giovanni Antonio Scopoli en 1763.
Sinónimos : Papilio dryas Scopoli, 1763; Papilio phaedra Linnaeus, 1764; Hipparchia dryas; Satyrus dryas

### Nombres vernaculares
Minois dryas se nombra Blauäugiger Waldportier o Blaukernauge en alemán, Dryad en inglés, ojos azules en español y Skalnik driada en polaco.

## Subespecies
- Minois dryas phaedra (L., 1764); sur de Alpes.[4]
- Minois dryas bipunctatus (Motschulsky, 1861); en el este de Asia y a Japón.
- Minois dryas septentrionalis (Wnukowsky, 1929);
- Minois dryas shaanxiensis Qian.

## Evolución de la especie
Minois dryas estuvo presente en toda la Francia metropolitana desde el paleolítico. (faltan datos)

## Descripción
Esta gran mariposa es de color muy oscurecido, moreno que torna al negro en el macho, se caracteriza por sus grandes celos con pupila azul sobre ambas caras del ala anterior.
Su envergadura va de 45 a 70 mm mm y la hembra es más grande que el macho que no sobrepasa los 60 mm 70 mm.

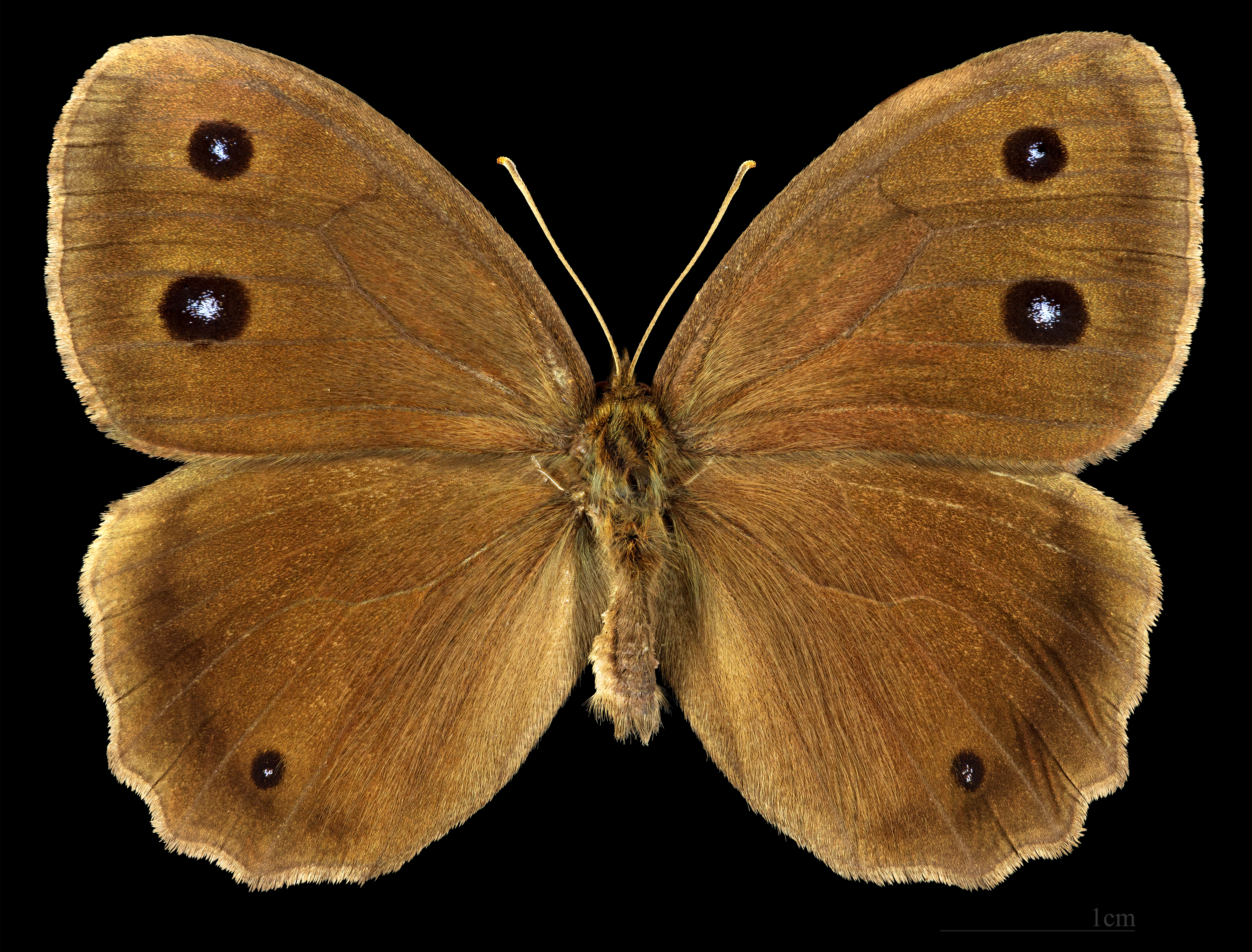
Minois dryas ♂
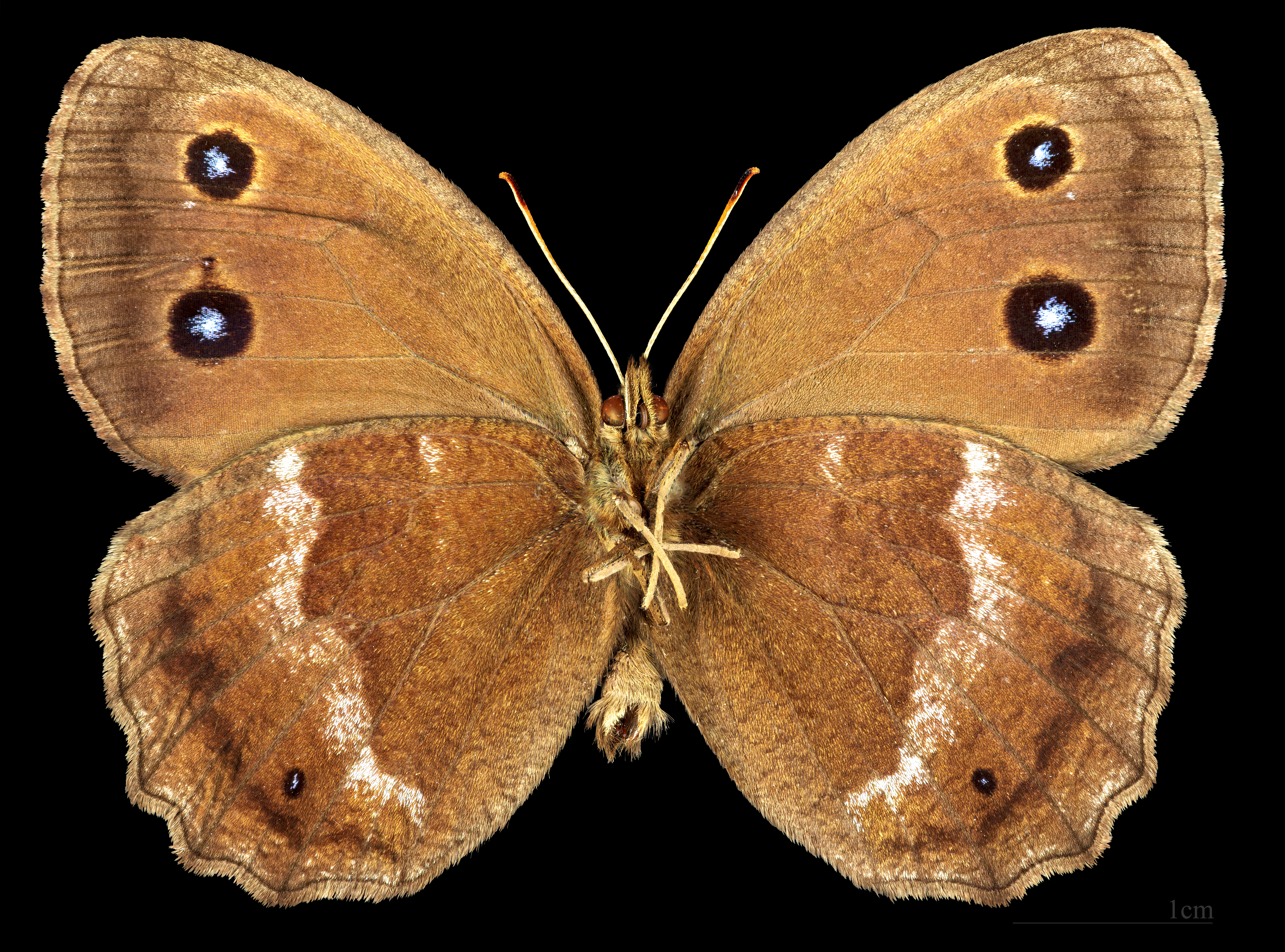
Minois dryas ♂   △

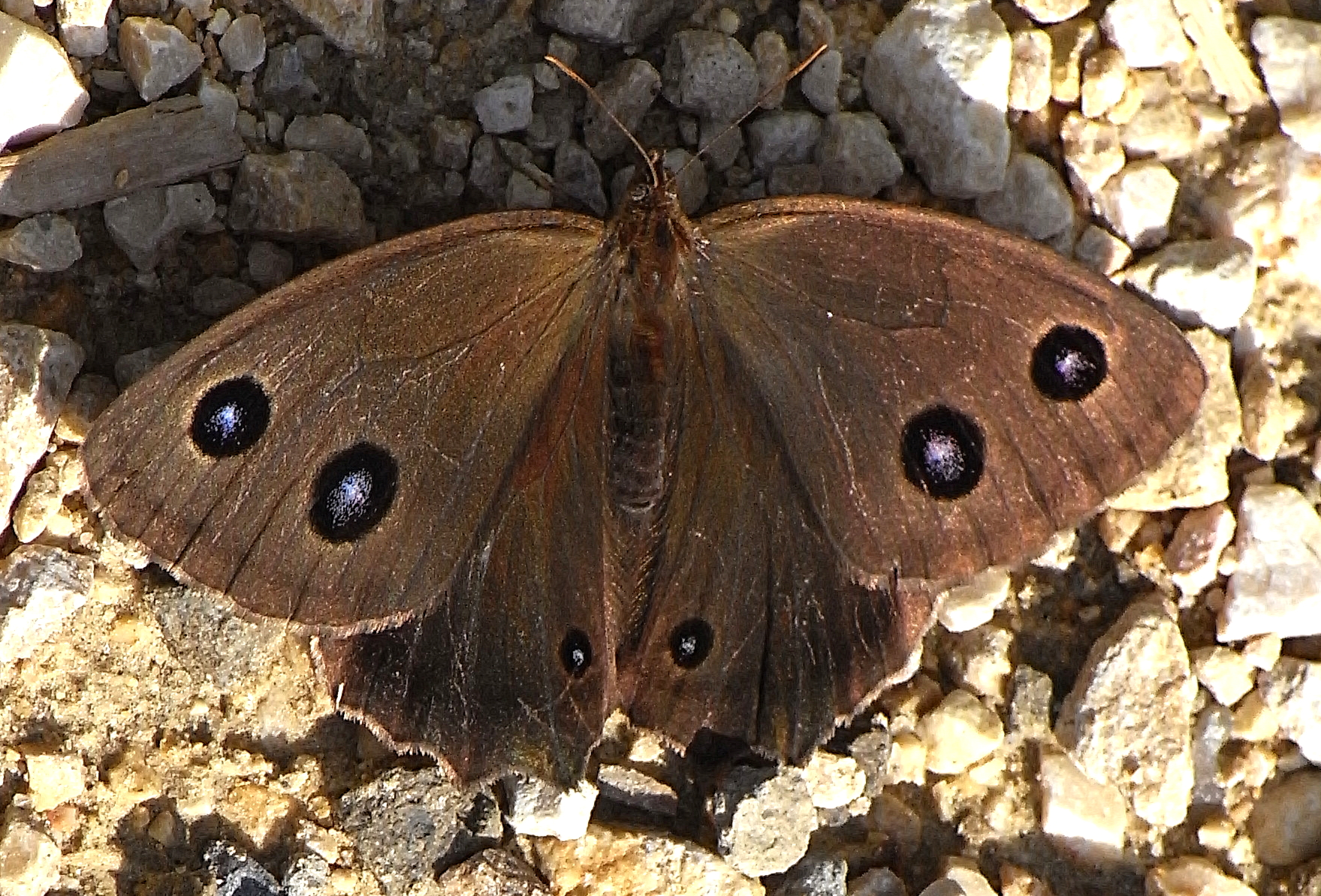
Ocelos bien visibles
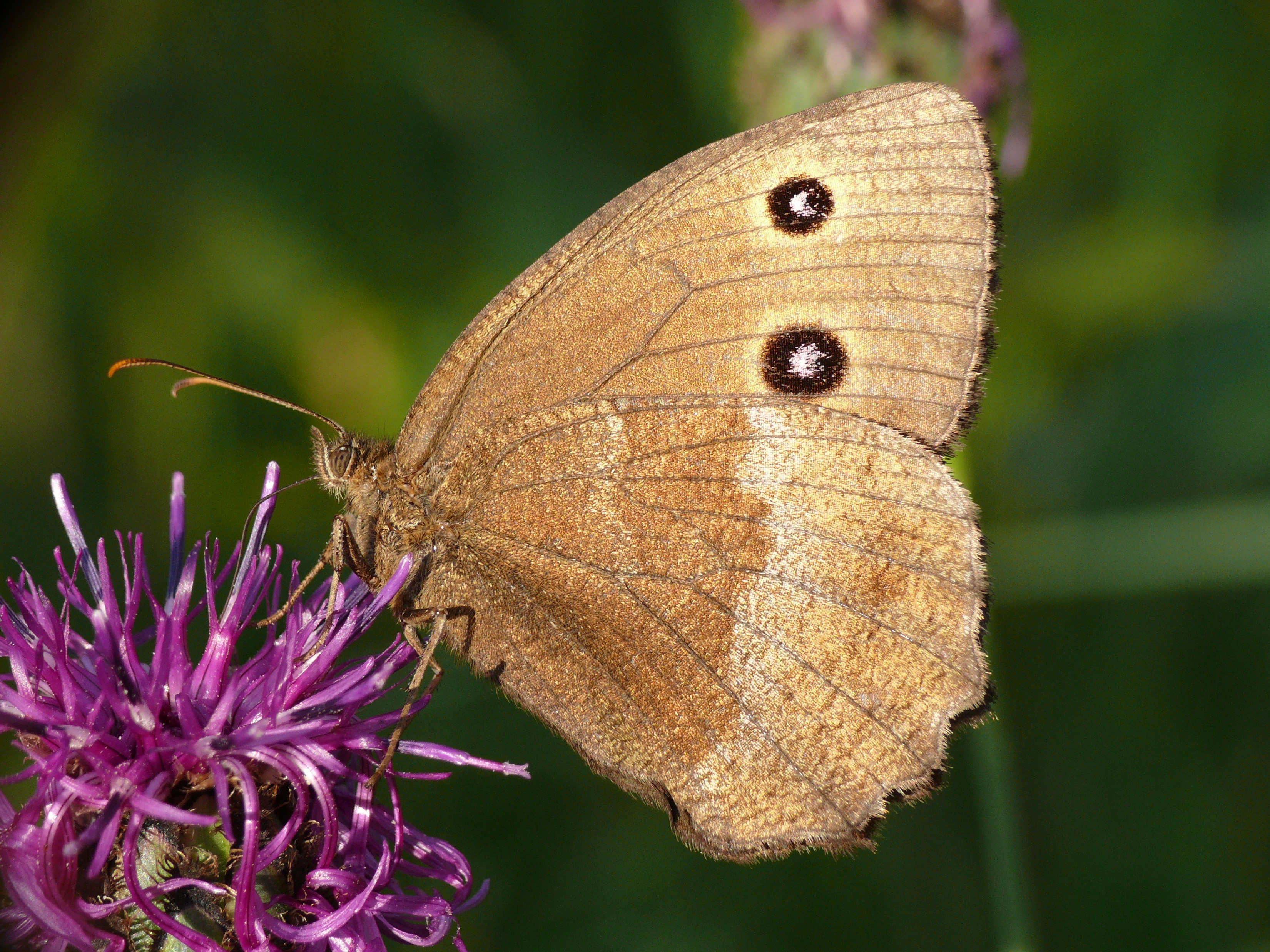
Alas replegadas
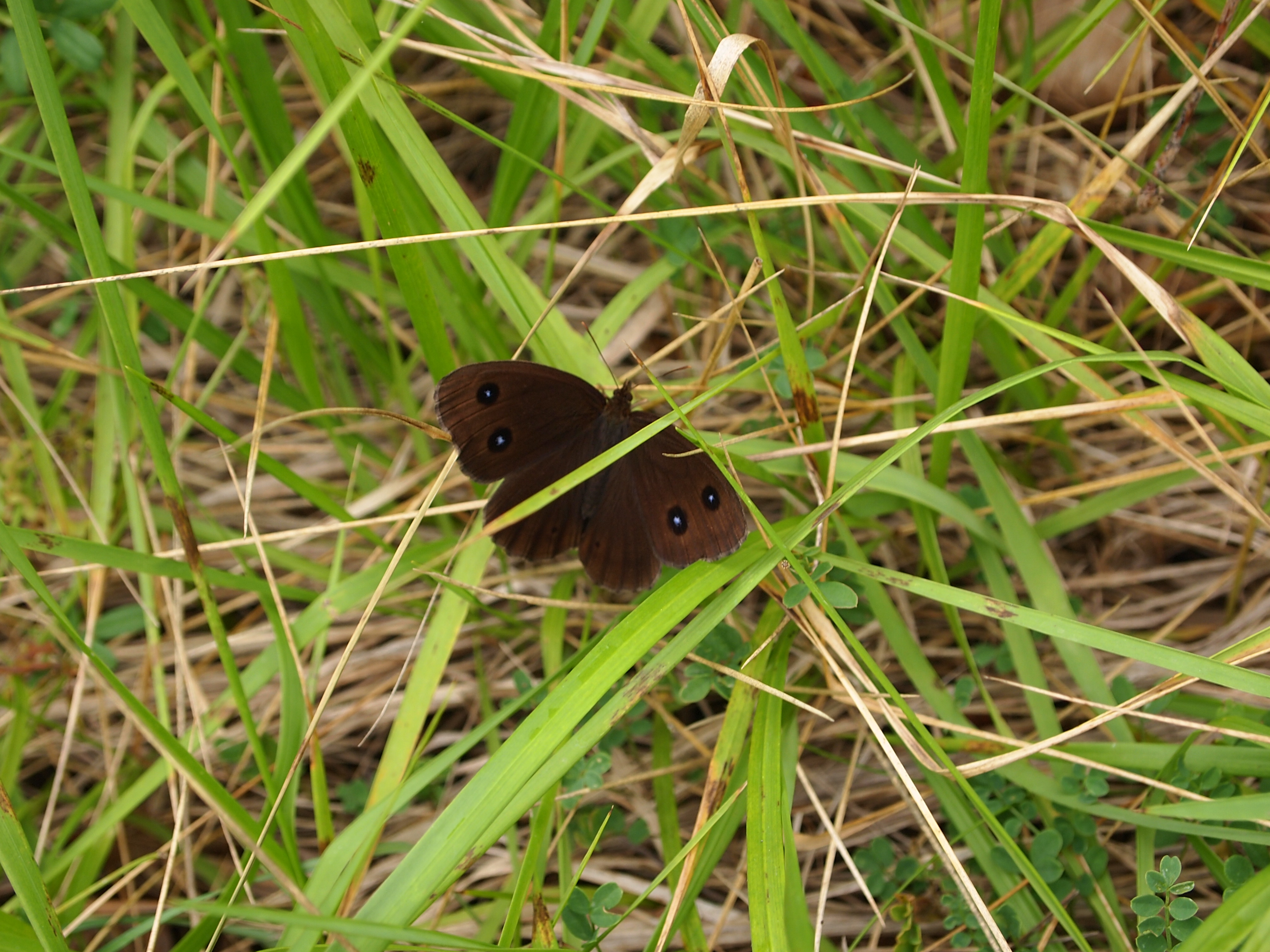
El macho es moreno muy oscuro

### Oruga
La oruga hiberna durante el primer o segundo estadio.
Próxima a ninfa, es de color marrón grisáceo con rayas de color marrón, con un largo de 30 a 35 mm.

### Crisálida
Es de color moreno naranja

## Biología

### Periodo de vuelo y hibernación
Univoltina, el periodo de vuelo se extiende de julio a septiembre en una sola generación.
La hibernación tiene lugar en el estadio de oruga.

### Plantas hospederas
La oruga se alimenta de poáceas (gramíneas), sobre todo de Avena, Bromus, Dactylis, Festuca, Arrhenatherum elatius, Oryza sativa, Molinia caerulea y también de ciperáceas del género Carex.
Los huevos son esféricos y de aspecto nacarado, son depositados individualmente en una de sus plantas huésped, las Poaceae.

## Ecología y distribución
La llamada  "ocelos azules de los bosques" es una mariposa presente del sur de Europa hasta Japón y particularmente en Asia Central.

### Biotopo
Gusta de prados secos y entre claros de bosque con helechos.

### Amparo
No se beneficia de ningún estatus de amparo específico.